# کامونیانو
کامونیانو (به ایتالیایی: Camugnano) یک کومونه در ایتالیا است که در استان بولونیا واقع شده‌است.

## خصوصیات
کامونیانو ۹۶٫۵ کیلومترمربع مساحت و ۲٬۰۹۲ نفر جمعیت دارد و ۶۹۲ متر بالاتر از سطح دریا واقع شده‌است.

## خواهرخوانده
شهر مینربو خواهرخواندهٔ کامونیانو هست.